# Ulf Siemes
Ulf Siemes (* 14. Mai 1978 in Oberhausen) ist ein ehemaliger deutscher Ruderer, der 2006 Weltmeister mit dem Achter war.

## Sportliche Karriere
Ulf Siemes siegte mit dem Achter 1995 bei den Junioren-Weltmeisterschaften. 1996 belegte er zusammen mit Bernd Heidicker den zweiten Platz im Zweier ohne Steuermann. 1997 siegte Siemes mit dem Achter bei den U23-Weltmeisterschaften, 1998 erhielt der deutsche Achter die Bronzemedaille, 1999 die Silbermedaille; bei der vierten Teilnahme gewann Siemes 2000 noch einmal eine Goldmedaille.
2001 nahm Ulf Siemes erstmals an Weltmeisterschaften in der Erwachsenenklasse teil und erhielt mit dem Achter die Bronzemedaille hinter den Booten aus Rumänien und Kroatien. Im Ruder-Weltcup belegte der deutsche Achter 2002 zweimal den ersten Platz und unterlag nur in Luzern gegen den US-Achter. Bei den Weltmeisterschaften in Sevilla siegten die Kanadier vor dem Deutschland-Achter und dem US-Achter. 2003 gewann der deutsche Achter erneut zwei Weltcupregatten und belegte in Luzern den zweiten Platz, bei den Weltmeisterschaften in Mailand kam der deutsche Achter als sechstes Boot ins Ziel. Bei den Olympischen Spielen 2004 in Athen verpasste der deutsche Achter als Vierter die Bronzemedaille um vier Sekunden.
Nach zwei medaillenlosen Jahren erhielt der Deutschland-Achter bei den Weltmeisterschaften 2005 in Gifu die Bronzemedaille hinter dem US-Achter und den Italienern. Elf Jahre nach dem letzten Weltmeistertitel für den Deutschland-Achter siegte das Boot bei den Weltmeisterschaften 2006 in Eton. Vor heimischem Publikum konnte der Deutschland-Achter 2007 in München den Titel nicht erfolgreich verteidigen, gewann aber hinter den Kanadiern die Silbermedaille. Für Siemes, der seit 2002 jedes Jahr in allen Weltcupregatten und allen Meisterschaftsendläufen dabei war, endete 2007 die Laufbahn im Deutschland-Achter.
Der 2,02 m große Ulf Siemes vom Ruderverein Oberhausen war bei den Deutschen Meisterschaften im Achter von 1997 bis 2004 dreimal Erster und fünfmal Zweiter. 2001 siegte er auch im Vierer ohne Steuermann und 2002 im Zweier mit Steuermann.